# Alorán
Alorán es un municipio filipino de cuarta categoría, situado al norte de la isla de Mindanao. Forma parte de la provincia de Misamis Occidental situada en la Región Administrativa de Mindanao del Norte en cebuano Amihanang Mindanaw, también denominada Región X. 
Para las elecciones está encuadrado en el primer distrito electoral.

## Barrios
El municipio de Alorán se divide, a los efectos administrativos, en 38 barangayes o barrios, conforme a la siguiente relación:
| - Balintonga - Banisilón - Burgos - Calube - Caputol - Casusán - Conat - Culpán | - Dalisay - Dullán - Ibabao - Tubod - Labo - Lawa-án - Lobogón (Tanasak) - Lumbayao | - Macagua (Makawa) - Manamong - Matipaz - Maular - Mitazan - Mohon - Monterico - Nabuna | - Palayán - Pelong - Ospital (Población) - Roxas - San Pedro - Santa Ana - Sinampongán - Taguanao | - Tawi-tawi - Toril - Tuburán - Zamora - Macubón (Sina-ad) - Tugaya |  |

## Historia

### Influencia española
La provincia de Misamis, creada en 1818, formaba parte de la Capitanía General de Filipinas (1520-1898). Estaba dividida en cuatro partidos.
El Partido de Misamis comprendía los fuertes de Misamis y de Iligán además de Luculán e Initao.

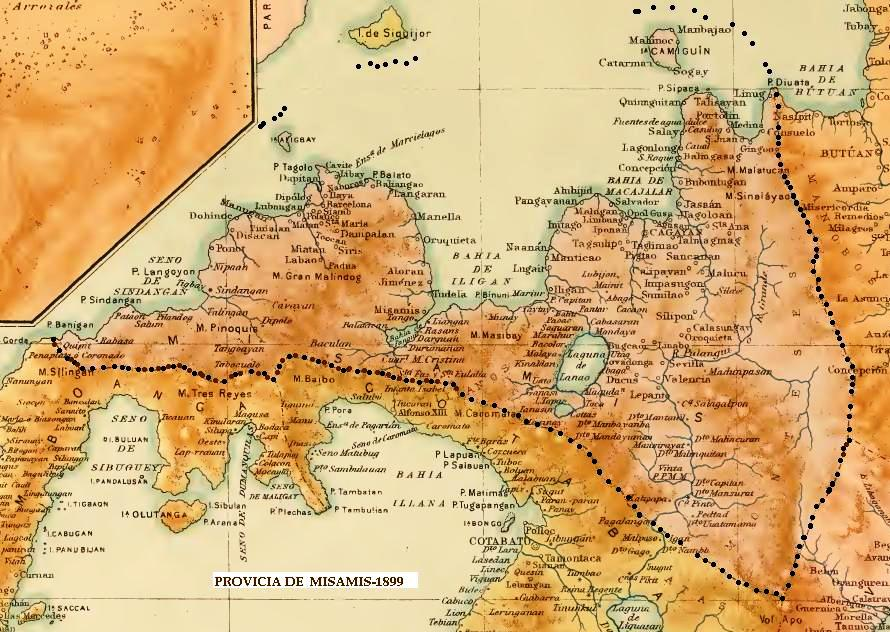
El distrito 2º de Misamis en 1899.

A principios del siglo XX la isla de Mindanao se hallaba dividida en siete distritos o provincias, uno de los cuales era el distrito 2º de Misamis, su capital era la villa de Cagayán de Misamis y del mismo dependía la comandancia de Dapitan.
Uno de sus pueblos era Misamis que entonces contaba con una población de 6.313 almas, siendo Alorán, junto con Loculán y Giménez. una de sus tres visitas.

### Ocupación estadounidense
La provincia fue establecida el 15 de mayo de 1901.
Alorán no consta en la relación de municipios que figura en la División Administrativa de Filipinas de 1916, pero sí en el plano del censo de 1918.
El 2 de noviembre de 1929, durante la ocupación estadounidense de Filipinas, la Misamis fue dividida en dos provincias: Misamis Oriental y Misamis Occidental.
Misamis Occidental comprende nueve municipios: Baliangao, López Jaén, Tudela, Clarín, Plaridel, Oroquieta, Alorán, Jiménez y Misamis.

### Independencia
El 8 de febrero de 1982 fue creado el municipio de Don Mariano Marcos del que pasa a formar parte el barrio de Sinampongan. El ayuntamiento se sitúa en el barrio de Tuno.